# جادوگران (رمان)
جادوگران رمان فانتزی اثر لو گراسمن در سال 2009 توسط وایکینگ پرس منتشر شد.
جادوگران داستان پسری باهوش اما فلک زده به نام کوئنتین کلدواتر را روایت می‌کند. یک مرد جوان که وارد یک مدرسه عالی جادوگری می‌شود و سر از جهان‌های چندگانه درمی‌آورد.
این رمان فانتزی مورد تحسین بسیاری از منتقدان قرار گرفته است.
در ایران، جلد اول این مجموعه با ترجمه اشکان کریمیان  با رعایت حق کپی رایت توسط نشر باژ منتشر شده است.
دومین جلد این مجموعه با نام شاه جادوگر و سومین جلد آن با نام سرزمین جادوگر در زبان انگلیسی به چاپ رسیده و به‌زودی از سوی نشر باژ منتشر خواهد شد.

## معرفی
کوئنتین کلدواتر آدمی باهوش اما فلک‌زده است. این پسرِ دبیرستانیِ خوره‌ی ریاضی در خلوت خود شیفته‌ی مجموعه رمانِ تخیلیِ کودکانه‌ای شده که داستان آن در سرزمینی جادویی به نام فیلوری اتفاق می‌افتد، از زندگی واقعی هم به همان اندازه دلسرد شده است. کوئنتین بعد از پذیرشِ غیرمنتظره‌اش در یکی از دانشکده‌های سرّی و ترازاولِ جادو، حس می‌کند مهارناشدنی‌ترین رؤیاهایش به حقیقت پیوسته است؛ اما نیروهای تازه‌اش او را از سیاهچال لذت‌گرایی و سرخوردگی می‌گذرانند و در نهایت به رازِ تاریکِ پشتِ داستان فیلوری می‌رسانند. معلوم می‌شود که سرزمین رؤیاهای دوران کودکی‌اش بسیار تاریک‌تر و خطرناک‌تر از آنی بوده که خیال می‌کرده است...
جایزه‌ی ای‌ال‌ای الکس (2010)، جایزه‌ی جان دابلیو کمپ‌بل برای بهترین نویسنده‌ی تازه‌کار (2011)، نامزد دریافت جایزه‌ی کیچیز برای بازوچه‌ی سرخ (رمان) (2009)، نامزد دریافت جایزه‌ی کتاب منتخب گودریدز برای داستانی و فانتزی (2009).
«نسبتِ جادوگران با هری پاتر مثل نسبتِ ویسکی ایرلندی است با چای کم‌رنگ... هاگوارتز هرگز این‌گونه نبود.»
— جورج آر آر مارتین